# Адам (Галац)
Адам (рум. Adam) насеље је у Румунији у округу Галац у општини Драгушени. Oпштина се налази на надморској висини од 197 m.

## Становништво
Према подацима из 2002. године у насељу је живело 859 становника, од којих су сви румунске националности.